# Hundun
Pour les articles homonymes, voir Wonton.
Le Hundun (chinois : 混沌 ; pinyin : hùndùn ; Wade : hun-tun) est à la fois une créature sans tête issue de la mythologie chinoise, et le chaos primordial et la matrice universelle dans la cosmologie chinoise. Ce dernier est une notion commune au taoïsme et au bouddhisme chan (également son, thiền ou zen, branche chinoise du bouddhisme mahāyāna).

## Hun
L‘origine (yuan) contient en son sein le chaos, (hun, 混, hùn), indifférencié, et le un (zhenyi (zh)), différencié. Le hundun est une outre prégnante faisant partie du temps infini (hunyuan).
Il est décrit dans « Livre des Monts et des Mers » comme animé par la musique. Il s'agît d'une outre informe unie, contenant toutes choses non encore créées. Ses voisins le scindent en plusieurs parties de leurs flèches foudroyantes, y percent sept orifices correspondant aux sens, il succombe à cette initiation. C’est de sa mort qu’est né le monde.